# Ağbulaq (Tovuz)
Ağbulaq è un comune dell'Azerbaigian situato nel distretto di Tovuz. Conta una popolazione di 266 abitanti.